# Meillers
Meillers är en kommun i departementet Allier i regionen Auvergne-Rhône-Alpes i de centrala delarna av Frankrike. Kommunen ligger  i kantonen Souvigny som ligger i arrondissementet Moulins. År 2022 hade Meillers 128 invånare.

## Befolkningsutveckling
Antalet invånare i kommunen Meillers
Referens: INSEE